# Stimmkreis Fürth
Der Stimmkreis Fürth ist einer von rund 90 Stimmkreisen bei Wahlen zum Bayerischen Landtag und zu den Bezirkstagen sowie bei Volksentscheiden. Er gehört zum Wahlkreis Mittelfranken.
Mindestens seit der Landtagswahl 2008 umfasst er die kreisfreie Stadt Fürth sowie die Städte Oberasbach, Stein und Zirndorf des Landkreises Fürth. Die übrigen Gemeinden dieses Landkreises liegen im Stimmkreis Neustadt an der Aisch-Bad Windsheim, Fürth-Land.

## Landtagswahl 2023
Zur Landtagswahl 2023 traten folgende Parteien und Direktkandidaten im Stimmkreis Fürth an und erzielten folgende Ergebnisse:
| Nr. | Direktkandidat     | Partei           | Erststimmen in % | Gesamtstimmen in % |
| --- | ------------------ | ---------------- | ---------------- | ------------------ |
| 1   | Petra Guttenberger | CSU              | 34,6             | 37,4               |
| 2   | Barbara Fuchs      | GRÜNE            | 18,8             | 18,4               |
| 3   | Fritz Ruf          | Freie Wähler     | 7,7              | 6,8                |
| 4   | Bastian Treuheit   | AfD              | 15,3             | 14,7               |
| 5   | Horst Arnold       | SPD              | 14,3             | 13,1               |
| 6   | Gülden Hennemann   | FDP              | 2,7              | 2,7                |
| 7   | Bettina Wagegg     | LINKE            | 2,7              | 2,7                |
| 8   | Fatimah Brendecke  | BP               | 0,6              | 0,5                |
| 9   | Michael Kertes     | ÖDP              | 1,2              | 1,1                |
| 10  | -                  | Tierschutzpartei | -                | 0,7                |
| 11  | Stephan Wiedenmann | PdH              | 0,8              | 0,7                |
| 12  | Andreas Macher     | dieBasis         | 1,4              | 1,3                |

## Landtagswahl 2018
Im Stimmkreis waren insgesamt 130.725 Einwohner wahlberechtigt. Die Landtagswahl am 14. Oktober 2018 hatte folgendes Ergebnis:
| Direktkandidat       | Partei               | Erststimmen in % | Gesamtstimmen in % | Veränderung der Gesamtstimmen im Vergleich zur Landtagswahl 2013 in % |
| -------------------- | -------------------- | ---------------- | ------------------ | --------------------------------------------------------------------- |
| Petra Guttenberger   | CSU                  | 31,7             | 33,6               | − 5,8                                                                 |
| Horst Arnold         | SPD                  | 15,4             | 14,4               | − 13,6                                                                |
| Stephan Beck         | Freie Wähler         | 6,5              | 6,1                | + 0,8                                                                 |
| Barbara Fuchs        | GRÜNE                | 20,4             | 20,2               | + 10,0                                                                |
| Stephan Eichmann     | FDP                  | 4,9              | 4,8                | + 1,5                                                                 |
| Niklas Haupt         | LINKE                | 6,5              | 6,2                | + 1,9                                                                 |
| Fatimah Brendecke    | BP                   | 0,4              | 0,4                | − 0,4                                                                 |
| Krzysztof Maiowaniec | ÖDP                  | 0,8              | 0,8                | − 0,3                                                                 |
| Holmar Vogel         | PIRATEN              | 1,2              | 1,0                | - 2,1                                                                 |
| Martin Wagner        | Die Franken          | 1,1              | 0,9                | − 1,4                                                                 |
| Claus-Georg Pieyer   | AfD                  | 10,7             | 10,4               | + 10,4                                                                |
| -                    | mut                  | -                | 0,1                | + 0,1                                                                 |
| -                    | Die Partei           | -                | 0,5                | + 0,5                                                                 |
| -                    | Gesundheitsforschung | -                | 0,1                | + 0,1                                                                 |
| Marie Alin Erler     | V-Partei³            | 0,4              | 0,4                | + 0,4                                                                 |

## Landtagswahl 2013
Die Wahlbeteiligung der 129.604 Wahlberechtigten im Stimmkreis betrug 60,3 Prozent, bei einem Landesdurchschnitt von 63,9 Prozent war dies Rang 16 unter den 90 Stimmkreisen. Das Direktmandat ging an Petra Guttenberger (CSU).
| Direktkandidat     | Partei       | Erststimmen | Gesamtstimmen | Gesamtstimmen ggü. Bayern (%p) | Gesamtstimmen ggü. 2008 (%p) |
| ------------------ | ------------ | ----------- | ------------- | ------------------------------ | ---------------------------- |
| Petra Guttenberger | CSU          | 38,4 %      | 39,4 %        | −8,3 %                         | +0,6 %                       |
| Horst Arnold       | SPD          | 28,5 %      | 28,0 %        | +7,4 %                         | +3,1 %                       |
| Franz Xaver Forman | FREIE WÄHLER | 6,0 %       | 5,4 %         | −3,6 %                         | −3,7 %                       |
| Norbert Schikora   | GRÜNE        | 9,9 %       | 10,2 %        | +1,6 %                         | +0,9 %                       |
| Agnes Meier        | FDP          | 3,0 %       | 3,2 %         | −0,1 %                         | −3,8 %                       |
| Ulrich Schönweiß   | DIE LINKE    | 4,3 %       | 4,3 %         | +2,2 %                         | −2,2 %                       |
| Daniela May        | ÖDP          | 1,0 %       | 1,1 %         | −0,9 %                         | +0,1 %                       |
| Philip Zwittmeier  | REP          | 1,1 %       | 1,1 %         | +0,1 %                         | −0,4 %                       |
| Tristan Meise      | NPD          | 1,1 %       | 1,1 %         | X                              | −0,6 %                       |
| Michael Brendecke  | BP           | 1,0 %       | 0,8 %         | −1,3 %                         | +0,7 %                       |
| Martin Wagner      | DIE FRANKEN  | 2,4 %       | 2,3 %         | X                              | X                            |
| Hilmar Vogel       | PIRATEN      | 3,3 %       | 3,1 %         | +1,1 %                         | X                            |

## Landtagswahl 2008
Bei der Landtagswahl 2008 waren im Stimmkreis 125.773 Einwohner wahlberechtigt. Die Wahlbeteiligung lag bei 55,3 %. Die Wahl hatte folgendes Ergebnis:
| Direktkandidat     | Partei                | Erststimmen in % | Gesamtstimmen in % | Veränderung der Gesamtstimmen im Vergleich zur Landtagswahl 2003 in % |
| ------------------ | --------------------- | ---------------- | ------------------ | --------------------------------------------------------------------- |
| Petra Guttenberger | CSU                   | 37,7             | 38,8               | - 12,8                                                                |
| Horst Arnold       | SPD                   | 25,6             | 24,9               | - 5,9                                                                 |
| Norbert Schickora  | Bündnis 90/Die Grünen | 10,1             | 9,3                | + 1,2                                                                 |
| Werner Scharl      | Freie Wähler          | 7,3              | 9,1                | + 6,7                                                                 |
| Thomas Peter       | FDP                   | 7,9              | 7,0                | + 4,7                                                                 |
| Werner Lippert     | REP                   | 1,6              | 1,5                | - 1,4                                                                 |
| Wolfgang Ott       | ödp                   | 1,2              | 1,0                | + 0,1                                                                 |
| -                  | BP                    | -                | 0,1                | - 0,3                                                                 |
| -                  | BüSo                  | -                | -                  | - 0,0                                                                 |
| Anny Heike         | Die Linke             | 6,9              | 6,5                | + 6,5                                                                 |
| -                  | VIOLETTE              | -                | 0,1                | + 0,1                                                                 |
| Matthias Fischer   | NPD                   | 1,8              | 1,7                | + 1,7                                                                 |